# Coupe d'Algérie de football 1993-1994
Navigation
Coupe d'Algérie
1991-1992 Coupe d'Algérie
1994-1995
La Coupe d'Algérie de football 1993-1994 voit le sacre de la JS Kabylie, qui bat l'AS Aïn M'lila en finale.
C'est la 4e Coupe d'Algérie remportée par la JS Kabylie et c'est la toute 1re fois que l'AS Aïn M'lila atteint la finale de cette compétition. C'est la 3e finale consécutive jouée par la JSK et la 2e consécutive gagnée.

## 1reTour régional
| Ligue de l'Ouest 1992 (1re tour régional)    |                         |   |     |  |  |       |
| 1                                            | JSB Hassiane Toual (DW) | - | n.c |  |  |       |
| 2                                            | ICS Tlemcen (DW)        | - | n.c |  |  |       |
| 3                                            | IRB Boudghene (DW)      | - | n.c |  |  |       |
| 4                                            | CRB Tessala (DW)        | - | n.c |  |  |       |
| 5                                            | ...                     | - | n.c |  |  |       |
| 6                                            | ...                     | - | n.c |  |  |       |
| 7                                            | ...                     | - | n.c |  |  |       |
| 8                                            | ...                     | - | n.c |  |  |       |
| 9                                            | ...                     | - | n.c |  |  |       |
| 10                                           | ...                     | - | n.c |  |  |       |
| 11                                           | ...                     | - | n.c |  |  |       |
| 12                                           | ...                     | - | n.c |  |  |       |
| 13                                           | ...                     | - | n.c |  |  |       |
| 14                                           | ...                     | - | n.c |  |  |       |
| 15                                           | ...                     | - | n.c |  |  |       |
| Ligue du Centre 1992 pour la LRFC (1re tour) |                         |   |     |  |  |       |
| 1                                            | ...                     | - | ... |  |  |       |
| 2                                            | ...                     | - | ... |  |  |       |
| 3                                            | ...                     | - | ... |  |  |       |
| 4                                            | ...                     | - | ... |  |  |       |
| 5                                            | ...                     | - | ... |  |  |       |
| 6                                            | ...                     | - | ... |  |  |       |
| 7                                            | ...                     | - | n.c |  |  |       |
| 8                                            | ...                     | - | n.c |  |  |       |
| 9                                            | ...                     | - | n.c |  |  |       |
| 10                                           | ...                     | - | n.c |  |  |       |
| 11                                           | ...                     | - | n.c |  |  |       |
| 12                                           | ...                     | - | n.c |  |  |       |
| 13                                           | ...                     | - | n.c |  |  |       |
| 14                                           | ...                     | - | n.c |  |  |       |
| 15                                           | ...                     | - | n.c |  |  |       |
| Ligue de Constantine 1992                    |                         |   |     |  |  |       |
| 1                                            | ...                     | - | n.c |  |  |       |
| 2                                            | ...                     | - | n.c |  |  |       |
| 3                                            | ...                     | - | n.c |  |  |       |
| 4                                            | ...                     | - | n.c |  |  |       |
| 5                                            | ...                     | - | n.c |  |  |       |
| 6                                            | ...                     | - | ... |  |  |       |
| 7                                            | ...                     | - | n.c |  |  |       |
| 8                                            | ...                     | - | n.c |  |  |       |
| 9                                            | ...                     | - | n.c |  |  |       |
| 10                                           | ...                     | - | n.c |  |  |       |
| 11                                           | ...                     | - | n.c |  |  |       |
| 12                                           | ...                     | - | n.c |  |  |       |
| 13                                           | ...                     | - | n.c |  |  |       |
| 14                                           | ...                     | - | n.c |  |  |       |
| 15                                           | ...                     | - | n.c |  |  |       |
| Ligue de Batna 1993                          |                         |   |     |  |  |       |
| 1                                            | ...                     | - | ... |  |  | Stade |
| 2                                            | ...                     | - | ... |  |  | Stade |
| 3                                            | ...                     | - | ... |  |  | Stade |
| 4                                            | ...                     | - | ... |  |  | Stade |
| 5                                            | ...                     | - | ... |  |  | Stade |
| 6                                            | ...                     | - | ... |  |  | Stade |
| 7                                            | ...                     | - | ... |  |  | Stade |
| 8                                            | ...                     | - | ... |  |  | Stade |
| 9                                            | ...                     | - | ... |  |  | Stade |
| 10                                           | ...                     | - | ... |  |  | Stade |
| 11                                           | ...                     | - | ... |  |  | Stade |
| 12                                           | ...                     | - | ... |  |  | Stade |
| 13                                           | ...                     | - | ... |  |  | Stade |
| 14                                           | ...                     | - | ... |  |  | Stade |
| 15                                           | ...                     | - | ... |  |  | Stade |
| Ligue de Ouargla 1993                        |                         |   |     |  |  |       |
| 1                                            | ...                     | - | ... |  |  | Stade |
| 2                                            | ...                     | - | ... |  |  | Stade |
| 3                                            | ...                     | - | ... |  |  | Stade |
| 4                                            | ...                     | - | ... |  |  | Stade |
| 5                                            | ...                     | - | ... |  |  | Stade |
| 6                                            | ...                     | - | ... |  |  | Stade |
| 7                                            | ...                     | - | ... |  |  | Stade |
| 8                                            | ...                     | - | ... |  |  | Stade |
| 9                                            | ...                     | - | ... |  |  | Stade |
| 10                                           | ...                     | - | ... |  |  | Stade |
| 11                                           | ...                     | - | ... |  |  | Stade |
| 12                                           | ...                     | - | ... |  |  | Stade |
| 13                                           | ...                     | - | ... |  |  | Stade |
| 14                                           | ...                     | - | ... |  |  | Stade |
| 15                                           | ...                     | - | ... |  |  | Stade |
| Ligue de Béchar 1993                         |                         |   |     |  |  |       |
| 1                                            | ...                     | - | ... |  |  | Stade |
| 2                                            | ...                     | - | ... |  |  | Stade |
| 3                                            | ...                     | - | ... |  |  | Stade |
| 4                                            | ...                     | - | ... |  |  | Stade |
| 5                                            | ...                     | - | ... |  |  | Stade |
| 6                                            | ...                     | - | ... |  |  | Stade |
| 7                                            | ...                     | - | ... |  |  | Stade |
| 8                                            | ...                     | - | ... |  |  | Stade |
| 9                                            | ...                     | - | ... |  |  | Stade |
| 10                                           | ...                     | - | ... |  |  | Stade |
| 11                                           | ...                     | - | ... |  |  | Stade |
| 12                                           | ...                     | - | ... |  |  | Stade |
| 13                                           | ...                     | - | ... |  |  | Stade |
| 14                                           | ...                     | - | ... |  |  | Stade |
| 15                                           | ...                     | - | ... |  |  | Stade |

## 2eTour régional
| Ligue de l'Ouest 1992 (2e tour régional)    |                             |   |     |  |  |       |
| 1                                           | CRB Tessala (DW)            | - | n.c |  |  |       |
| 2                                           | IRB Oued Kheir (DPH)        | - | n.c |  |  |       |
| 3                                           | IRB Mechraa Es-Sfa (DPH)    | - | n.c |  |  |       |
| 4                                           | ASB El Amel (DPH)           | - | n.c |  |  |       |
| 5                                           | ASPTT Oran (DPH)            | - | n.c |  |  |       |
| 6                                           | WR Ouled Mimoun (DPH)       | - | n.c |  |  |       |
| 7                                           | HB El Bordj (DPH)           | - | n.c |  |  |       |
| 8                                           | IRB Mostfa Ben Brahim (DPH) | - | n.c |  |  |       |
| 9                                           | IRB Boudghene (DW)          | - | n.c |  |  |       |
| 10                                          | IRB Sidi Lahcen (DPH)       | - | n.c |  |  |       |
| 11                                          | IR Bousfer (DPH)            | - | n.c |  |  |       |
| 12                                          | CRB Chellala (DPH)          | - | n.c |  |  |       |
| 13                                          | ICS Tlemcen (DW)            | - | n.c |  |  |       |
| 14                                          | JSB Hassiane Toual (DW)     | - | n.c |  |  |       |
| 15                                          | IRB Bou Tlélis (DH)         | - | ... |  |  |       |
| 16                                          | US Remchi (DH)              | - | ... |  |  |       |
| 17                                          | IRB Oued El Abtal (DH)      | - | ... |  |  |       |
| 18                                          | USM Oran (DH)               | - | ... |  |  |       |
| 19                                          | CS Université Oran (DH)     | - | ... |  |  |       |
| 20                                          | IS Tighennif (DH)           | - | ... |  |  |       |
| 21                                          | NE Bel-Abbés (DH            | - | n.c |  |  |       |
| 22                                          | Nasr Es Senia (DH)          | - | n.c |  |  |       |
| 23                                          | IRM Bel-Abbés (DH)          | - | n.c |  |  |       |
| 24                                          | ARB Ghriss (DH)             | - | n.c |  |  |       |
| 25                                          | ESB Dahmouni (DH)           | - | n.c |  |  |       |
| 26                                          | CRB Froha (DH)              | - | n.c |  |  |       |
| Ligue du Centre 1992 pour la LRFC (2e tour) |                             |   |     |  |  |       |
| 1                                           | ...                         | - | ... |  |  |       |
| 2                                           | ...                         | - | ... |  |  |       |
| 3                                           | ...                         | - | ... |  |  |       |
| 4                                           | ...                         | - | ... |  |  |       |
| 5                                           | ...                         | - | ... |  |  |       |
| 6                                           | ...                         | - | ... |  |  |       |
| 7                                           | ...                         | - | n.c |  |  |       |
| 8                                           | ...                         | - | n.c |  |  |       |
| 9                                           | ...                         | - | n.c |  |  |       |
| 10                                          | ...                         | - | n.c |  |  |       |
| 11                                          | ...                         | - | n.c |  |  |       |
| 12                                          | ...                         | - | n.c |  |  |       |
| 13                                          | ...                         | - | n.c |  |  |       |
| 14                                          | ...                         | - | n.c |  |  |       |
| 15                                          | ...                         | - | n.c |  |  |       |
| Ligue de Constantine 1992                   |                             |   |     |  |  |       |
| 1                                           | ...                         | - | n.c |  |  |       |
| 2                                           | ...                         | - | n.c |  |  |       |
| 3                                           | ...                         | - | n.c |  |  |       |
| 4                                           | ...                         | - | n.c |  |  |       |
| 5                                           | ...                         | - | n.c |  |  |       |
| 6                                           | ...                         | - | ... |  |  |       |
| 7                                           | ...                         | - | n.c |  |  |       |
| 8                                           | ...                         | - | n.c |  |  |       |
| 9                                           | ...                         | - | n.c |  |  |       |
| 10                                          | ...                         | - | n.c |  |  |       |
| 11                                          | ...                         | - | n.c |  |  |       |
| 12                                          | ...                         | - | n.c |  |  |       |
| 13                                          | ...                         | - | n.c |  |  |       |
| 14                                          | ...                         | - | n.c |  |  |       |
| 15                                          | ...                         | - | n.c |  |  |       |
| Ligue de Batna 1993                         |                             |   |     |  |  |       |
| 1                                           | ...                         | - | ... |  |  | Stade |
| 2                                           | ...                         | - | ... |  |  | Stade |
| 3                                           | ...                         | - | ... |  |  | Stade |
| 4                                           | ...                         | - | ... |  |  | Stade |
| 5                                           | ...                         | - | ... |  |  | Stade |
| 6                                           | ...                         | - | ... |  |  | Stade |
| 7                                           | ...                         | - | ... |  |  | Stade |
| 8                                           | ...                         | - | ... |  |  | Stade |
| 9                                           | ...                         | - | ... |  |  | Stade |
| 10                                          | ...                         | - | ... |  |  | Stade |
| 11                                          | ...                         | - | ... |  |  | Stade |
| 12                                          | ...                         | - | ... |  |  | Stade |
| 13                                          | ...                         | - | ... |  |  | Stade |
| 14                                          | ...                         | - | ... |  |  | Stade |
| 15                                          | ...                         | - | ... |  |  | Stade |
| Ligue de Ouargla 1993                       |                             |   |     |  |  |       |
| 1                                           | ...                         | - | ... |  |  | Stade |
| 2                                           | ...                         | - | ... |  |  | Stade |
| 3                                           | ...                         | - | ... |  |  | Stade |
| 4                                           | ...                         | - | ... |  |  | Stade |
| 5                                           | ...                         | - | ... |  |  | Stade |
| 6                                           | ...                         | - | ... |  |  | Stade |
| 7                                           | ...                         | - | ... |  |  | Stade |
| 8                                           | ...                         | - | ... |  |  | Stade |
| 9                                           | ...                         | - | ... |  |  | Stade |
| 10                                          | ...                         | - | ... |  |  | Stade |
| 11                                          | ...                         | - | ... |  |  | Stade |
| 12                                          | ...                         | - | ... |  |  | Stade |
| 13                                          | ...                         | - | ... |  |  | Stade |
| 14                                          | ...                         | - | ... |  |  | Stade |
| 15                                          | ...                         | - | ... |  |  | Stade |
| Ligue de Béchar 1993                        |                             |   |     |  |  |       |
| 1                                           | ...                         | - | ... |  |  | Stade |
| 2                                           | ...                         | - | ... |  |  | Stade |
| 3                                           | ...                         | - | ... |  |  | Stade |
| 4                                           | ...                         | - | ... |  |  | Stade |
| 5                                           | ...                         | - | ... |  |  | Stade |
| 6                                           | ...                         | - | ... |  |  | Stade |
| 7                                           | ...                         | - | ... |  |  | Stade |
| 8                                           | ...                         | - | ... |  |  | Stade |
| 9                                           | ...                         | - | ... |  |  | Stade |
| 10                                          | ...                         | - | ... |  |  | Stade |
| 11                                          | ...                         | - | ... |  |  | Stade |
| 12                                          | ...                         | - | ... |  |  | Stade |
| 13                                          | ...                         | - | ... |  |  | Stade |
| 14                                          | ...                         | - | ... |  |  | Stade |
| 15                                          | ...                         | - | ... |  |  | Stade |

## 3eTourrégional
| Ligue de l'Ouest (LOFA Oran) lundi 11 janvier 1993.  |                             |   |                         |  |  |                                                  |
| 1                                                    | IRB Bou Tlélis (DH)         | - | IRB Oued El Abtal (DH)  |  |  | Stade Ouali Mohamed de Mohammadia                |
| 2                                                    | JSB Hassiane Toual (DW)     | - | ICS Tlemcen (DW)        |  |  | Hammam Bou Hadjar                                |
| 3                                                    | CRB Chellala (DPH)          | - | Nasr Es Senia (DH)      |  |  | Oued El-Abtal                                    |
| 4                                                    | NE Bel-Abbés (DH)           | - | IRB Bousfer (DPH)       |  |  | Hassi El Ghalla                                  |
| 5                                                    | ARB Ghriss (DH)             | - | IRB Sidi Lahcene (DPH)  |  |  | Sfisef                                           |
| 6                                                    | CRB Froha (DH)              | - | IRM Bel-Abbés (DH)      |  |  | sfisef                                           |
| 7                                                    | US Remchi (DH)              | - | IRB Boudghene (DW)      |  |  | Maghnia                                          |
| 8                                                    | IRB Mostfa Ben Brahim (DPH) | - | CS Université Oran (DH) |  |  | sig                                              |
| 9                                                    | HB El Bordj (DPH)           | - | WR Ouled Mimoun (DPH)   |  |  | Oued Tlélat                                      |
| 10                                                   | IS Tighennif (DH)           | - | USM Oran (DH)           |  |  | stade Trois fréres Amarouche de Sidi Bel-Abbés . |
| 11                                                   | ASPTT Oran (DPH)            | - | ASB El Amel (DPH)       |  |  | Stade d'El Mallah                                |
| 12                                                   | IRB Mechraa Es-Sfa (DPH)    | - | ESB Dahmouni (DH)       |  |  | stade Ait Abderrahil de Tiaret                   |
| 13                                                   | CRB Tessala (DW)            | - | IRB Oued Kheir (DPH)    |  |  |                                                  |
| Ligue du Centre jeudi 11 et vendredi 12 février 1993 |                             |   |                         |  |  |                                                  |
| 1                                                    | WB Aïn Benian (D?)          | - | WB Meftah (D?)          |  |  | Hydra                                            |
| 2                                                    | ISM Koléa (D?)              | - | CRB Bachdjarah (D?)     |  |  | Ain Bénian                                       |
| 3                                                    | ESM Boudouaou (D?)          | - | CRB Heraoua (D?)        |  |  | Reghaia                                          |
| 4                                                    | IB Mouzaia (D?)             | - | CRM Birkhadem (D?)      |  |  | Tizi Ouzou /OPOW                                 |
| 5                                                    | CRB Tipaza (D?)             | - | Rapid Belcourt (D?)     |  |  | zéralda                                          |
| 6                                                    | JSM Cheraga (D?)            | - | NR Bou Smail (D?)       |  |  | Bologhine                                        |
| 7                                                    | CR El-Naciria (D?)          | - | CB Sidi Moussa (D?)     |  |  | El Affroun                                       |
| 8                                                    | NRB Berrouaghia (D?)        | - | Nadi Djelfa (D?)        |  |  |                                                  |
| 9                                                    | JLC Douéra (D?)             | - | IRB Oued Smar (D?)      |  |  |                                                  |
| 10                                                   | CR Tixeraïne (D?)           | - | Nadi ? (D?)             |  |  | Bordj El Kiffan                                  |
| 11                                                   | WR Bordj Menaiel (D?)       | - | ES Ain Taya (D?)        |  |  | Boudouaou                                        |
| 12                                                   | IRB Chiffa (D?)             | - | RC Arba (D?)            |  |  |                                                  |
| 13                                                   | ES Larbaâ Nath Irathen (D?) | - | DRB Staoueli (D?)       |  |  | Bordj El Kiffan                                  |
| 14                                                   | Hadjout (D?)                | - | ES Ben Aknoun (D?)      |  |  |                                                  |
| 15                                                   | JSB Bourouba (D?)           | - | Itihad ? (D?)           |  |  |                                                  |
| 15                                                   | MCB Oued El Alleug (D?)     | - | ? (D?)                  |  |  |                                                  |
| Ligue de Constantine 1993                            |                             |   |                         |  |  |                                                  |
| 1                                                    | ...                         | - | ...                     |  |  | Stade                                            |
| 2                                                    | ...                         | - | ...                     |  |  | Stade                                            |
| 3                                                    | ...                         | - | ...                     |  |  | Stade                                            |
| 4                                                    | ...                         | - | ...                     |  |  | Stade                                            |
| 5                                                    | ...                         | - | ...                     |  |  | Stade                                            |
| 6                                                    | ...                         | - | ...                     |  |  | Stade                                            |
| 7                                                    | ...                         | - | ...                     |  |  | Stade                                            |
| 8                                                    | ...                         | - | ...                     |  |  | Stade                                            |
| 9                                                    | ...                         | - | ...                     |  |  | Stade                                            |
| 10                                                   | ...                         | - | ...                     |  |  | Stade                                            |
| 11                                                   | ...                         | - | ...                     |  |  | Stade                                            |
| 12                                                   | ...                         | - | ...                     |  |  | Stade                                            |
| 13                                                   | ...                         | - | ...                     |  |  | Stade                                            |
| 14                                                   | ...                         | - | ...                     |  |  | Stade                                            |
| 15                                                   | ...                         | - | ...                     |  |  | Stade                                            |
| Ligue de Batna 1993                                  |                             |   |                         |  |  |                                                  |
| 1                                                    | ...                         | - | ...                     |  |  | Stade                                            |
| 2                                                    | ...                         | - | ...                     |  |  | Stade                                            |
| 3                                                    | ...                         | - | ...                     |  |  | Stade                                            |
| 4                                                    | ...                         | - | ...                     |  |  | Stade                                            |
| 5                                                    | ...                         | - | ...                     |  |  | Stade                                            |
| 6                                                    | ...                         | - | ...                     |  |  | Stade                                            |
| 7                                                    | ...                         | - | ...                     |  |  | Stade                                            |
| 8                                                    | ...                         | - | ...                     |  |  | Stade                                            |
| 9                                                    | ...                         | - | ...                     |  |  | Stade                                            |
| 10                                                   | ...                         | - | ...                     |  |  | Stade                                            |
| 11                                                   | ...                         | - | ...                     |  |  | Stade                                            |
| 12                                                   | ...                         | - | ...                     |  |  | Stade                                            |
| 13                                                   | ...                         | - | ...                     |  |  | Stade                                            |
| 14                                                   | ...                         | - | ...                     |  |  | Stade                                            |
| 15                                                   | ...                         | - | ...                     |  |  | Stade                                            |
| Ligue de Ouargla 1993                                |                             |   |                         |  |  |                                                  |
| 1                                                    | ...                         | - | ...                     |  |  | Stade                                            |
| 2                                                    | ...                         | - | ...                     |  |  | Stade                                            |
| 3                                                    | ...                         | - | ...                     |  |  | Stade                                            |
| 4                                                    | ...                         | - | ...                     |  |  | Stade                                            |
| 5                                                    | ...                         | - | ...                     |  |  | Stade                                            |
| 6                                                    | ...                         | - | ...                     |  |  | Stade                                            |
| 7                                                    | ...                         | - | ...                     |  |  | Stade                                            |
| 8                                                    | ...                         | - | ...                     |  |  | Stade                                            |
| 9                                                    | ...                         | - | ...                     |  |  | Stade                                            |
| 10                                                   | ...                         | - | ...                     |  |  | Stade                                            |
| 11                                                   | ...                         | - | ...                     |  |  | Stade                                            |
| 12                                                   | ...                         | - | ...                     |  |  | Stade                                            |
| 13                                                   | ...                         | - | ...                     |  |  | Stade                                            |
| 14                                                   | ...                         | - | ...                     |  |  | Stade                                            |
| 15                                                   | ...                         | - | ...                     |  |  | Stade                                            |
| Ligue de Béchar 1993                                 |                             |   |                         |  |  |                                                  |
| 1                                                    | ...                         | - | ...                     |  |  | Stade                                            |
| 2                                                    | ...                         | - | ...                     |  |  | Stade                                            |
| 3                                                    | ...                         | - | ...                     |  |  | Stade                                            |
| 4                                                    | ...                         | - | ...                     |  |  | Stade                                            |
| 5                                                    | ...                         | - | ...                     |  |  | Stade                                            |
| 6                                                    | ...                         | - | ...                     |  |  | Stade                                            |
| 7                                                    | ...                         | - | ...                     |  |  | Stade                                            |
| 8                                                    | ...                         | - | ...                     |  |  | Stade                                            |
| 9                                                    | ...                         | - | ...                     |  |  | Stade                                            |
| 10                                                   | ...                         | - | ...                     |  |  | Stade                                            |
| 11                                                   | ...                         | - | ...                     |  |  | Stade                                            |
| 12                                                   | ...                         | - | ...                     |  |  | Stade                                            |
| 13                                                   | ...                         | - | ...                     |  |  | Stade                                            |
| 14                                                   | ...                         | - | ...                     |  |  | Stade                                            |
| 15                                                   | ...                         | - | ...                     |  |  | Stade                                            |

## 4eTourrégional
| Ligue de l'Ouest (LOFA Oran) jeudi 18 février 1993,                     |                         |                     |                                |                                                                   |                                              |                                               |
| 1                                                                       | ES Mostaganem (D2)      | 1-0                 | CC Sig (D2)                    | hamou 62                                                          | jeudi 18-2-1993.                             | stade Bouakeul d'Oran                         |
| 2                                                                       | IRB Mers El-Kebir (DR)  | 1-0                 | RC Relizane (D2)               | gardien de but de l'irb mers el-kébir 55 s pen                    | jeudi18/2/1993.                              | stade Said Ahmed de Sig                       |
| 3                                                                       | IRB Bousfer (D?)        | 0 - 4               | HB El Bordj (DPH)              | settaoui 40 . benchaicha 57 . 62 . ould moumena miloud 76 s pen . | -                                            | Sig                                           |
| 4                                                                       | CRM Bouguirat (DR)      | 2-1                 | MB Saida (APC) (D?)            | tarek 33. kada 38 / sekhoul 34 s pen                              | -                                            | stade Said Ahmed de Sig                       |
| 5                                                                       | CRB Sfisef (D?)         | 1-0                 | IRB Oued El Abtal (DH)         | bouhend 70.                                                       |                                              | Stade Mohamed-Ouali de Mohammadia (W Mascara) |
| 6                                                                       | RC Oran (D?)            | 6-1                 | MCB Hadjadj (D?)               | ababssa 4 buts .                                                  | -                                            | Stade Mohamed-Ouali de mohammadia             |
| 7                                                                       | MB Hassasna (D?)        | 2-0                 | ICS Tlemcen (D?)               |                                                                   | -                                            | Telagh (w Sidi Bel-Abbés)                     |
| 8                                                                       | OM Arzew (D2)           | 3-0                 | WAB Tissemsilt (D2)            | benkhaifer 43 . 62. itim 87.                                      | -                                            | stade El-Intissar de Relizane                 |
| 9                                                                       | JSM Tiaret (D2)         | 2-0                 | CRB Tessala (D?)               | ardjaoui 60. fergougui 76 s pen                                   | -                                            | stade Hassaine Lakhel de Tighennif .          |
| 10                                                                      | ASPTT Oran (D?)         | 1-0                 | IRB Sidi Lahcen (D?)           |                                                                   | -                                            | Ain Témouchent                                |
| 11                                                                      | US Remchi (D?)          | 1-1 a.p (t.a.b 2-5) | CS Université d'Oran (D?)      |                                                                   | -                                            | Ain Témouchent                                |
| 12                                                                      | SCM Oran (D?)           | 3-0                 | RCB Oued R'hiou (D?)           |                                                                   | -                                            | Mostaganem                                    |
| 13                                                                      | IRB Mohamadia (D?)      | 2-2 a.p (t.a.b 3-1) | CRB Sidi Ali (D?)              |                                                                   | -                                            | Mostaganem                                    |
| 14                                                                      | Nadi CNAS Oran (D?)     | 4-1                 | CRB Témouchent "B" (ZSAT) (D3) |                                                                   | -                                            | Sidi Bel-Abbés                                |
| 15                                                                      | Nasr Es Senia (D?)      | 1-1 a.p (t.a.b 4-5) | Nadit Oran (D?)                | mehani 102. / zaiter 95                                           | -                                            | Mers El Kébir                                 |
| 16                                                                      | WAC Terga (D?)          | 1-1 a.p (t.a.b 2-3) | CR Témouchent (D2)             | benyettou 59 / belbachir 85.                                      | -                                            | Hammam Bou H'djar                             |
| 17                                                                      | IRB Sougueur (D?)       | 3-0                 | ESB Telagh (D?)                |                                                                   | -                                            | Mascara                                       |
| 18                                                                      | MC Saida (D2)           | 2-0                 | IRM Bel Abbés (D?)             | messaoud 27. guesbaoui 65 ?                                       | -                                            | Stade de Meflah Aoued, (Mascara)              |
| 19                                                                      | GC Mascara (D2)         | 6-1                 | ESB Dahmouni (D?)              |                                                                   | match retard; joué le 25 février 1993.       | Mazouna                                       |
| 20                                                                      | RCG Oran (D2)           | 1-1 a.p (t.a.b 2-0) | USM Bel Abbès (D2)             | bahloul 14 / hachemi 47                                           | match retard ; joué le jeudi 25 février 1993 | stade OPOW Raed Faradj de Mostaganem          |
| Ligue du Centre (Ligue d'Alger) Jeudi 18 février 1993 à 14h30           |                         |                     |                                |                                                                   |                                              |                                               |
| 1                                                                       | ARB Arba (D?)           | -                   | ES Sour El Ghozlane (D2)       |                                                                   |                                              | stade Takejrad (Bordj Menail)                 |
| 2                                                                       | ASO Chlef (D2)          | -                   | IRB Oued Smar (D?)             |                                                                   |                                              | khemis miliana                                |
| 3                                                                       | SKAF El Khemis (D2)     | -                   | ESM Boudouaou (D?)             |                                                                   |                                              | stade brakni -blida                           |
| 4                                                                       | OM Ruisseau (D2)        | -                   | MCB Oued Alleug (D?)           |                                                                   |                                              | larbaa                                        |
| 5                                                                       | IB Mouzaia (D?)         | -                   | RC Kouba (D2)                  |                                                                   |                                              | boufarik                                      |
| 6                                                                       | USM Alger (D2)          | -                   | ISM Kolea (D?)                 |                                                                   |                                              | zeralda                                       |
| 7                                                                       | JSM Cheraga (D?)        | -                   | CB Sidi Moussa (D?)            |                                                                   |                                              | Rouiba                                        |
| 8                                                                       | WA Boufarik (D2)        | -                   | WB Aïn Benian (D?)             |                                                                   |                                              | stade 20 aout 55 Alger                        |
| 9                                                                       | OM Médéa (D2)           | -                   | IB Khemis El Khechna (D?)      |                                                                   |                                              | hadjout                                       |
| 10                                                                      | IR Hussein Dey (D2)     | -                   | DRB Baraki (D?)                |                                                                   |                                              | El Harrach (1er nov)                          |
| 11                                                                      | Rapid de Belcourt (D?)  | -                   | WR Bordj Menaiel (D?)          |                                                                   |                                              | Reghaia                                       |
| 12                                                                      | JSB Bourouba (D?)       | -                   | AG Béni-Messous (D?)           |                                                                   |                                              | El-Biar                                       |
| 13                                                                      | HC Ain-Bessam (D?)      | -                   | IRB Hadjout (D2)               |                                                                   |                                              | Bologhine                                     |
| 14                                                                      | ES Ben Aknoun (D?)      | -                   | ES Berrouaghia (D?)            |                                                                   |                                              | El-Affroun                                    |
| Ligue de Constantine (avant dernier tour régional) février 1993 à 14h30 |                         |                     |                                |                                                                   |                                              |                                               |
| 1                                                                       | JS Djijel (D?)          | -                   | JJ Azzaba (D?)                 |                                                                   |                                              |                                               |
| 2                                                                       | Wifak Sidi Mebrouk (D?) | -                   | CS Constantine (D?)            |                                                                   |                                              |                                               |
| 3                                                                       | WHA Constantine (D?)    | -                   | CRE Constantine (D?)           |                                                                   |                                              |                                               |
| 4                                                                       | ES Collo (D?)           | -                   | JSM Skikda (D?)                |                                                                   |                                              |                                               |
| 5                                                                       | WB Skikda (D?)          | -                   | USC Ain Beida (D?)             |                                                                   |                                              |                                               |
| 6                                                                       | MC Ouled Kacem (D?)     | -                   | USM Ain Beida (D?)             |                                                                   |                                              |                                               |
| 7                                                                       | CS Souk Naamane (D?)    | -                   | CRB El Harrouch (DR)           |                                                                   |                                              |                                               |
| 8                                                                       | IRB El-Hadaik (D?)      | -                   | ES Guelma (D?)                 |                                                                   |                                              |                                               |
| 9                                                                       | MB Constantine (D?)     | -                   | CB Settoura (D?)               |                                                                   |                                              |                                               |
| 10                                                                      | Jamiyet Skikda (D?)     | -                   | SSB Sidi Aich (D?)             |                                                                   |                                              |                                               |
| 11                                                                      | n.c                     | -                   | n.c                            |                                                                   |                                              |                                               |
| 12                                                                      | n.c                     | -                   | n.c                            |                                                                   |                                              |                                               |
| 13                                                                      | n.c                     | -                   | n.c                            |                                                                   |                                              |                                               |
| 14                                                                      | n.c                     | -                   | n.c                            |                                                                   |                                              |                                               |
| Ligue de Batna 1993 à 14h30                                             |                         |                     |                                |                                                                   |                                              |                                               |
| 1                                                                       | n.c                     | -                   | n.c                            |                                                                   |                                              |                                               |
| 2                                                                       | n.c                     | -                   | n.c                            |                                                                   |                                              |                                               |
| 3                                                                       | n.c                     | -                   | n.c                            |                                                                   |                                              |                                               |
| 4                                                                       | n.c                     | -                   | n.c                            |                                                                   |                                              |                                               |
| 5                                                                       | n.c                     | -                   | n.c                            |                                                                   |                                              |                                               |
| 6                                                                       | n.c                     | -                   | n.c                            |                                                                   |                                              |                                               |
| 7                                                                       | n.c                     | -                   | n.c                            |                                                                   |                                              |                                               |
| 8                                                                       | n.c                     | -                   | n.c                            |                                                                   |                                              |                                               |
| 9                                                                       | n.c                     | -                   | n.c                            |                                                                   |                                              |                                               |
| 10                                                                      | n.c                     | -                   | n.c                            |                                                                   |                                              |                                               |
| 11                                                                      | n.c                     | -                   | n.c                            |                                                                   |                                              |                                               |
| 12                                                                      | n.c                     | -                   | n.c                            |                                                                   |                                              |                                               |

## Soixante-quatrièmes de finale
Dix clubs représenteront la région centre lors du prochain tour éliminatoire national et répartis entre les sept vainqueurs des confrontations de ce dernier tour régional. Trois seront désignés parmi les clubs battus selon des critères arrêtés par la LAF (LRF centre) et approuvés par les représentants des clubs. La priorité sera accordée aux clubs battus aux tirs au but puis à ceux qui ont eu recours aux prolongations pour se départager et enfin un tirage au sort pour les cas d'égalité parfaite et selon divers cas de figure,.
| Ligue de l'Ouest (LOFA Oran) Dernier tour régional Jeudi 11 mars 1993 à 14h30. |                             |                    |                               |                                                                         |                               |                                                    |
| 1 | CRB Sfisef (DR)             | 0 - 3              | GCR Mascara (D2)              |                                                                         | 14h30                         | saida                                              |
| 2 | IRB Sougueur (D2)           | 0 - 1              | RCG Oran (D2)                 |                                                                         | 14h30                         | relizane                                           |
| 3 | SCM Oran (DR)               | 1-0 a.p            | ASPTT Oran (DH)               |                                                                         | 14h00                         | stade chopo d'oan                                  |
| 4 | USM Oran (DR)               | 3 - 2 a p          | CS Université d'Oran (DH)     |                                                                         | 12h00                         | stade chopo d'oran                                 |
| 5 | IRB Mers El-Kebir (DR)      | 3 - 1              | CRM Bouguirat (DR)            |                                                                         | 14h30                         | sig                                                |
| 6 | JCM Tiaret (D2)             | 2 - 1              | MB Hassasna (DR)              |                                                                         | 14h30                         | tighennif                                          |
| 7 | RC Oran (DH)                | 0 - 1              | MC Saida (D2)                 |                                                                         | 14h30                         | mascara                                            |
| 8 | CR Témouchent (D2)          | 0 - 1 a p          | OMM Arzew (D2)                |                                                                         | 14h 30                        | la marsa                                           |
| 9 | IRB Mohamadia (DR)          | 0 - 1              | Nadi CNAS Oran (DR)           |                                                                         | 14h 30                        | arzew                                              |
| 10 | ES Mostaganem (D2)          | 2-2 ap (2 t.a.b 4) | HB El-Bordj (DH)              | djender 88 . ammoune 99 ./ ould moumena miloud 90 pen . ben chicha 117. | vendredi 12 mars 1993 à 14h30 | stade Houari Benahmed d'oran (arbitre : M. Osmane) |
| Ligue régional de football de Béchar Dernier tour régional . lundi 22 février 1993 a 14h 30.                                                                                                |                             |                    |                               |                                                                         |                               |                                                    |
| 1 | CRB Bougtob (D3)            | 3-0*               | IRM Béchar (D2)               | forfait de béchar                                                       | lundi 22 février 1993         | ain sefra                                          |
| 2 | JRB El Bayadh (D2)          | 5-0                | Nadi Asla (D?)                |                                                                         |                               |                                                    |
| 3 | CRB Mecheria (D2)           | 2-0                | NRB Gourey (D?)               |                                                                         |                               |                                                    |
| 4 | CRB Naama (D2)              | 1-0                | Nadi Boualem (El-Bayadh) (D?) |                                                                         |                               |                                                    |
| 5 | CRB Aïn Sefra (D2)          | 4-1 ap             | CRB El-Kheither (D?)          |                                                                         |                               |                                                    |
| Ligue du Centre (LAF : Ligue Algéroise de Football) Jeudi 4 et vendredi 5 mars 1993 (Trois clubs seront désignés parmi les clubs battus selon des critères arrêtés par la LAF (LRF centre)) |                             |                    |                               |                                                                         |                               |                                                    |
| 1 | ASO Chlef (D?)              | -                  | JS Bourouba (D?)              |                                                                         | 4 mars 1993 à 13h00           | khemis meliana                                     |
| 2 | WA Boufarik (D?)            | -                  | USM Alger (D?)                |                                                                         | 4 mars 1993 à 14h30           | stade 20 aout 55 alger                             |
| 3 | OMR El Anasser (D?)         | -                  | OM Médéa (D?)                 |                                                                         | 5 mars 1993 à 14h30           | el affroun                                         |
| 4 | ARB Arbaa (D?)              | -                  | HC Ain Bessam (D?)            |                                                                         | 5 mars 1993 à 14h30           | Alger (Bologhine)                                  |
| 5 | IR Hussein Dey (D?)         | -                  | WR Bordj Menail (D?)          |                                                                         | 5 mars 1993 a 14h30.          | reghaia                                            |
| 6 | CB Sidi Moussa (D?)         | -                  | ES Ben Aknoun (D?)            |                                                                         | 5 mars 1993 à 14h30.          | Alger (stade Zioui - Hussein-dey)                  |
| 7 | RC Kouba (D?)               | -                  | ESM Boudouaou (D?)            |                                                                         | 5 mars 1993 à 14h30           | Boufarik                                           |
| Ligue de Constantine Dernier tour régional 1993 |                             |                    |                               |                                                                         |                               |                                                    |
| 1 | JSM Skikda (D?)             | -                  | n.c                           |                                                                         |                               |                                                    |
| 2 | CS Constantine (D?)         | -                  | n.c                           |                                                                         |                               |                                                    |
| 3 | USM Ain Beida (D?)          | -                  | n.c                           |                                                                         |                               |                                                    |
| 4 | CRE Constantine (D?)        | -                  | n.c                           |                                                                         |                               |                                                    |
| 5 | WB Skikda (D?)              | -                  | n.c                           |                                                                         |                               |                                                    |
| 6 | ES Guelma (D?)              | -                  | n.c                           |                                                                         |                               |                                                    |
| 7 | AR Skikda (D?)              | -                  | n.c                           |                                                                         |                               |                                                    |
| 8 | MB Constantine (D?)         | -                  | n.c                           |                                                                         |                               |                                                    |
| 9 | CS Souk Naamane (D?)        | -                  | n.c                           |                                                                         |                               |                                                    |
| 10 | SSB Sidi Aich (D?)          | -                  | n.c                           |                                                                         |                               |                                                    |
| Ligue de Batna Dernier tour régional 1993 |                             |                    |                               |                                                                         |                               |                                                    |
| 1 | USM Khenchela (D?)          | -                  | n.c                           |                                                                         |                               |                                                    |
| 2 | ASC Bordj Bou Arreridj (D?) | -                  | n.c                           |                                                                         |                               |                                                    |
| 3 | MSP Batna (D?)              | -                  | n.c                           |                                                                         |                               |                                                    |
| 4 | US Biskra (D?)              | -                  | n.c                           |                                                                         |                               |                                                    |
| 5 | JSM Tébessa (D?)            | -                  | n.c                           |                                                                         |                               |                                                    |
| 6 | IRB Ain Arnat (D?)          | -                  | n.c                           |                                                                         |                               |                                                    |
| 7 | AB Oued Taga (D?)           | -                  | n.c                           |                                                                         |                               |                                                    |
| 8 | US Boukhadera (D?)          | -                  | n.c                           |                                                                         |                               |                                                    |
| Ligue régional de football de Ouargla Dernier tour régional 1993 a 14h 30. |                             |                    |                               |                                                                         |                               |                                                    |
| 1 | IRB Ouargla (D2)            | -                  | ...                           |                                                                         |                               |                                                    |
| 2 | MC Ouargla (D2)             | -                  | ...                           |                                                                         |                               |                                                    |
| 3 | IRB Laghouat (D2)           | -                  | ...                           |                                                                         |                               |                                                    |
| 4 | IR Ouled Naïl (D2)          | -                  | ...                           |                                                                         |                               |                                                    |
| 5 | ARB Had Sahary (D3)         | -                  | ...                           |                                                                         |                               |                                                    |

## Trente deuxième de finale
Les matchs des trente deuxième de finale se sont joués les jeudi 20 et vendredi 21 janvier 1994.
| Jeudi 20 janvier 1994 | JSM Skikda (D2)   | 2 – 2 5 - 4 t. a. b. | (D2) USM Alger |                                                  |                                                  |
| 14h30                 |                   | (–)                  |                | Stade de l'Unité maghrébine (Béjaïa) Arbitrage : | Stade de l'Unité maghrébine (Béjaïa) Arbitrage : |
| 14h30                 | Tirs au but 5 - 4 |                      |                | Stade de l'Unité maghrébine (Béjaïa) Arbitrage : | Stade de l'Unité maghrébine (Béjaïa) Arbitrage : |

| Jeudi 20 janvier 1994 | RC Arba (D3) | 2 – 1 | (D2) JRB El Bayadh |                      |                      |
| 14h30                 |              | (–)   |                    | (Tiaret) Arbitrage : | (Tiaret) Arbitrage : |

| Entraîneur : |
| ?            |

| Entraîneur : |
| ?            |

| Entraîneur : |
| ?            |

| Entraîneur : |
| ?            |

| Vendredi 21 janvier 1994 | GC Mascara (D2) | 1 – 0 ap | (D1) WA Mostaganem |                              |                              |
| 14h30                    | Kessaci 108e    | (0 – 0)  |                    | (Sidi Bel Abbès) Arbitrage : | (Sidi Bel Abbès) Arbitrage : |

| Vendredi 21 janvier 1994 | OM Ruisseau (D2) | FF  | (D2) IRB Ouargla |                      |                      |
| 14h30                    |                  | (–) |                  | (Djelfa) Arbitrage : | (Djelfa) Arbitrage : |

| Vendredi 21 janvier 1994 | MC Ouargla (D2) | –   | (D2) CRB Bougtob |                        |                        |
| 14h30                    |                 | (–) |                  | (Laghouat) Arbitrage : | (Laghouat) Arbitrage : |

| Vendredi 21 janvier 1994 | WA Boufarik (D1)  | 2 – 2 ? - ? t. a. b. | (D2) OM Arzew |                           |                           |
| 14h30                    |                   | (–)                  |               | (Oued R'hiou) Arbitrage : | (Oued R'hiou) Arbitrage : |
| 14h30                    | Tirs au but ? - ? |                      |               | (Oued R'hiou) Arbitrage : | (Oued R'hiou) Arbitrage : |

| Vendredi 21 janvier 1994 | CS Constantine (D2) | 1 – 0 | (D2) USM Aïn Beïda |                      |                      |
| 14h30                    |                     | (–)   |                    | (Guelma) Arbitrage : | (Guelma) Arbitrage : |

| Vendredi 21 janvier 1994 | JS Bordj Menaïel (D1) | 1 – 0 | (D2) USM Annaba |                                         |                                         |
| 14h30                    |                       | (–)   |                 | Stade 17 juin (Constantine) Arbitrage : | Stade 17 juin (Constantine) Arbitrage : |

| Vendredi 21 janvier 1994 | WA Tlemcen (D1)        | 2 – 1   | (D3) WRB Bordj Menaïel   |                                          |                                          |
| 14h30                    | Bendi 2e · Brahimi 88e | (1 – 0) | Hadjerass (1) 63e (pen.) | Stade El-Intissar (Relizane) Arbitrage : | Stade El-Intissar (Relizane) Arbitrage : |

| Vendredi 21 janvier 1994 | IR Ouled Naïl (D2)                          | 3 – 4   | (D1) MC Oran                                |                                          |                                          |
| 14h30                    | Foussi 25e (csc) · Zehar 47e · Chouicha 71e | (1 – 1) | 32e 55e Tasfaout · 60e Goual · 69e Belatoui | Stade de Fraternité (Tiaret) Arbitrage : | Stade de Fraternité (Tiaret) Arbitrage : |

| Vendredi 21 janvier 1994 | NA Hussein Dey (D1) | 0 – 0 3 - 2 t. a. b. | (D2) RCG Oran |                     |                     |
| 14h30                    |                     | (0 – 0)              |               | (Chlef) Arbitrage : | (Chlef) Arbitrage : |
| 14h30                    | Tirs au but 3 - 2   |                      |               | (Chlef) Arbitrage : | (Chlef) Arbitrage : |

| Vendredi 21 janvier 1994 | USM El Harrach (D1) | 1 – 0   | (D2) MC Saida |                          |                          |
| 14h30                    | Lounici 76e         | (0 – 0) |               | (Mostaganem) Arbitrage : | (Mostaganem) Arbitrage : |

| Vendredi 21 janvier 1994 | ARB Had Sahary (D3) | 0 – 1   | (D1) ASM Oran |                                            |                                            |
| 14h30                    |                     | (0 – 1) | 18e Haddada   | stade Mohamed-Safir (Sougueur) Arbitrage : | stade Mohamed-Safir (Sougueur) Arbitrage : |

| Vendredi 21 janvier 1994 | US Biskra (D2) | 0 – 1   | (D1) MC Alger |                                      |                                      |
| 14h30                    |                | (0 – 0) | 54e Maza      | Stade 8 Mai 1945 (Sétif) Arbitrage : | Stade 8 Mai 1945 (Sétif) Arbitrage : |

| Vendredi 21 janvier 1994 | CRE Constantine (D2) | 3 – 0 | (D3) IRB Mers El-Kebir |                                     |                                     |
| 14h30                    |                      | (–)   |                        | Stade Bologhine (Alger) Arbitrage : | Stade Bologhine (Alger) Arbitrage : |

| Vendredi 21 janvier 1994 | IRB Ain Arnat (D?) | –   | (D2) JSM Tiaret |                                           |                                           |
| 14h30                    |                    | (–) |                 | Stade du 20-Août-1955 (Alger) Arbitrage : | Stade du 20-Août-1955 (Alger) Arbitrage : |

| Vendredi 21 janvier 1994 | MSP Batna (D2)    | 0 – 0 ? - ? t. a. b. | (D2) WB Skikda |                                                        |                                                        |
| 14h30                    |                   | (0 – 0)              |                | Stade Ben Abdelmalek Ramdane (Constantine) Arbitrage : | Stade Ben Abdelmalek Ramdane (Constantine) Arbitrage : |
| 14h30                    | Tirs au but ? - ? |                      |                | Stade Ben Abdelmalek Ramdane (Constantine) Arbitrage : | Stade Ben Abdelmalek Ramdane (Constantine) Arbitrage : |

| Vendredi 21 janvier 1994 | CRB Aïn Sefra (D3) | FF  | (D) AR Skikda |                        |                        |
| 14h30                    |                    | (–) |               | (Boufarik) Arbitrage : | (Boufarik) Arbitrage : |

| Vendredi 21 janvier 1994 | CRB Naama (D3) | –   | (D) US Boukhadra |                           |                           |
| 14h30                    |                | (–) |                  | (Aïn Oussara) Arbitrage : | (Aïn Oussara) Arbitrage : |

| Vendredi 21 janvier 1994 | CCS Souk Naâmane (D) | –   | (D3) Nadi CNAS Oran |                                            |                                            |
| 14h30                    |                      | (–) |                     | Stade des Frères-Zioui (Alger) Arbitrage : | Stade des Frères-Zioui (Alger) Arbitrage : |

| Vendredi 21 janvier 1994 | CRB Mécheria (D2) | 1 – 3 ap | (D1) ES Sétif |                                     |                                     |
| 14h30                    |                   | (–)      |               | Stade Imam-Lyes (Médéa) Arbitrage : | Stade Imam-Lyes (Médéa) Arbitrage : |

| Vendredi 21 janvier 1994 | ASC Bordj Bou Arreridj (D2) | 1 – 1 2 - 4 t. a. b. | (D1) JS Kabylie |                                |                                |
| 14h30                    |                             | (–)                  | Ait Mouloud     | (Sour El Ghozlane) Arbitrage : | (Sour El Ghozlane) Arbitrage : |
| 14h30                    | Tirs au but 2 - 4           |                      |                 | (Sour El Ghozlane) Arbitrage : | (Sour El Ghozlane) Arbitrage : |

| Vendredi 21 janvier 1994 | ES Guelma (D2)    | 1 – 1 2 - 4 t. a. b. | (D2) MO Constantine |                      |                      |
| 14h30                    |                   | (–)                  |                     | (Skikda) Arbitrage : | (Skikda) Arbitrage : |
| 14h30                    | Tirs au but 2 - 4 |                      |                     | (Skikda) Arbitrage : | (Skikda) Arbitrage : |

| Vendredi 21 janvier 1994 | USM Oran (D4) | FF  | (D) SS Sidi Aïch |                         |                         |
| 14h30                    |               | (–) |                  | (El Khemis) Arbitrage : | (El Khemis) Arbitrage : |

| Vendredi 21 janvier 1994 | MB Constantine (D) | 8 – 3 | (D) AB Oued Taga |                          |                          |
| 14h30                    |                    | (–)   |                  | (Aïn M'lila) Arbitrage : | (Aïn M'lila) Arbitrage : |

| Vendredi 21 janvier 1994 | CR Belouizdad (D1) | 4 – 0 | (D) HC Aïn Bessem |                          |                          |
| 14h30                    |                    | (–)   |                   | (Tizi Ouzou) Arbitrage : | (Tizi Ouzou) Arbitrage : |

| Vendredi 21 janvier 1994 | ES Ben Aknoun (D3) | 1 – 3 | (D3) USM Khenchela |                                |                                |
| 14h30                    |                    | (–)   |                    | Bordj Bou Arreridj Arbitrage : | Bordj Bou Arreridj Arbitrage : |

| Vendredi 21 janvier 1994 | IRB Laghouat (D2) | 1 – 4 | (D2) JSM Tébassa |                    |                    |
| 14h30                    |                   |       |                  | Biskra Arbitrage : | Biskra Arbitrage : |

| Vendredi 21 janvier 1994 | RC Kouba (D2) | 0 – 1 | (D3) ESM Boudouaou |                                    |                                    |
| 14h30                    |               | (–)   |                    | Bordj El Kiffan, Alger Arbitrage : | Bordj El Kiffan, Alger Arbitrage : |

| Vendredi 21 janvier 1994 | HB El Bordj (D4)  | 0 – 0 ap ? - ? t. a. b. | (D1) AS Ain M'lila |                   |                   |
| 14h30                    |                   | (0 – 0)                 |                    | Blida Arbitrage : | Blida Arbitrage : |
| 14h30                    | Tirs au but ? - ? |                         |                    | Blida Arbitrage : | Blida Arbitrage : |

| Jeudi 10 février 1994    | SCM Oran (D3) | 0 – 2 | (D2) ASO Chlef |                        |                        |
| 14h 00 (* match retard ) |               | (–)   |                | Mostaganem Arbitrage : | Mostaganem Arbitrage : |

## Seizièmes de finale
Les matchs des seizièmes de finale se sont joués le 11 février 1994.
| Jeudi 10 février 1994 | JS Bordj Menaïel (D1) | 0 – 0 ap 3 - 5 t. a. b. | (D1) USM El Harrach |                                     |                                     |
| 14h 00                |                       | (0 – 0)                 |                     | Stade du 5-Juillet-1962 Arbitrage : | Stade du 5-Juillet-1962 Arbitrage : |
| 14h 00                | Tirs au but 3 - 5     |                         |                     | Stade du 5-Juillet-1962 Arbitrage : | Stade du 5-Juillet-1962 Arbitrage : |

| Jeudi 10 février 1994 | MO Constantine (D2) | 0 – 1 | (D2) JSM Tiaret |                                      |                                      |
| 14h 00                |                     | (–)   |                 | Stade Omar-Hamadi, Alger Arbitrage : | Stade Omar-Hamadi, Alger Arbitrage : |

| Jeudi 10 février 1994 | RC Arbaa (D3) | 1 – 0 | (D2) GC Mascara |                   |                   |
| 14h 00                |               | (–)   |                 | Chlef Arbitrage : | Chlef Arbitrage : |

| Vendredi 11 février 1994 | CS Constantine (D2) | 1 – 0   | (D1) MC Alger |                                                   |                                                   |
| 14h30                    | Boudemagh 34e       | (1 – 0) |               | Stade de l'Unité maghrébine, (Bejaïa) Arbitrage : | Stade de l'Unité maghrébine, (Bejaïa) Arbitrage : |

| Vendredi 11 février 1994 | JS Kabylie (D1)   | 2 – 1 ap | (D1) ES Sétif |                                             |                                             |
| 14h30                    | Hadj Adlène (pen) | (–)      |               | Stade du 5 juillet 1962 (Alger) Arbitrage : | Stade du 5 juillet 1962 (Alger) Arbitrage : |

| Vendredi 11 février 1994 | MC Oran (D1) | 1 – 0 | (D3) ESM Boudouaou |                                    |                                    |
| 14h30                    |              | (–)   |                    | Stade de Chlef (Chlef) Arbitrage : | Stade de Chlef (Chlef) Arbitrage : |

| Vendredi 11 février 1994 | CR Belouizdad (D1) | 3 – 0 | (D3) CRB Naama |                                                   |                                                   |
| 14h30                    |                    | (–)   |                | Stade de l'Unité Africaine, (Mascara) Arbitrage : | Stade de l'Unité Africaine, (Mascara) Arbitrage : |

| Vendredi 11 février 1994 | USM Khenchela (D3) | 0 - 2 | (D1) WA Tlemcen |                                           |                                           |
| 14h30                    |                    | (–)   |                 | Stade du 20-Août-1955 (Alger) Arbitrage : | Stade du 20-Août-1955 (Alger) Arbitrage : |

| Vendredi 11 février 1994 | JSM Tébassa (D2) | 0 - 2 | (D1) AS Ain M'lila |                    |                    |
| 14h30                    |                  | (–)   |                    | Guelma Arbitrage : | Guelma Arbitrage : |

| Vendredi 11 février 1994 | OM Ruisseau (D2) | 3 – 0 | (D2) JSM Skikda |                   |                   |
| 14h30                    |                  | (–)   |                 | Sétif Arbitrage : | Sétif Arbitrage : |

| Vendredi 11 février 1994 | WA Boufarik (D1) | 0 – 1 | (D4) USM Oran |                         |                         |
| 14h30                    |                  | (–)   |               | Oued R'hiou Arbitrage : | Oued R'hiou Arbitrage : |

| Vendredi 11 février 1994 | CRE Constantine (D2) | 1 – 0 | (D2) MC Ouargla |                    |                    |
| 14h30                    |                      | (–)   |                 | Biskra Arbitrage : | Biskra Arbitrage : |

| Vendredi 11 février 1994 | ASM Oran (D2)     | 0 – 0 ap 3 - 1 t. a. b. | (D1) NA Hussein Dey |                      |                      |
| 14h30                    |                   | (0 – 0)                 |                     | Relizane Arbitrage : | Relizane Arbitrage : |
| 14h30                    | Tirs au but 3 - 1 |                         |                     | Relizane Arbitrage : | Relizane Arbitrage : |

| Vendredi 11 février 1994 | WB Skikda (D2) | 1 – 0 | (D4) AR Skikda |                    |                    |
| 14h30                    |                | (–)   |                | Skikda Arbitrage : | Skikda Arbitrage : |

| Vendredi 11 février 1994 | Nadi Cas Oran (Nadit Oran) (D3) | 2 – 0 | (D4) MB Constantine |                                      |                                      |
| 14h30                    |                                 | (–)   |                     | Stade Omar-Hamadi, Alger Arbitrage : | Stade Omar-Hamadi, Alger Arbitrage : |

| Entraîneur : |
| ?            |

| Entraîneur : |
| ?            |

| Entraîneur : |
| ?            |

| Entraîneur : |
| ?            |

## Huitièmes de finale
Les matchs des huitièmes de finale se sont joués le lundi  7 mars 1994.a 13h 00 (25 ramadan 1414h),.
| Jeudi 7 mars 1994 | JS Kabylie (D1)                     | 2 – 1   | (D3) RC Arba   |                                           |                                           |
| 13h00             | Tarek Hadj Adlane 44e · Benkaci 64e | (1 – 1) | 31e Bouchakour | Stade du 20-Août-1955 (Alger) Arbitrage : | Stade du 20-Août-1955 (Alger) Arbitrage : |

| Jeudi 7 mars 1994 | AS Ain M'lila (D1) | 2 – 1 | (D1) CR Belouizdad |                                                   |                                                   |
| h                 |                    | (–)   |                    | Stade de l'Unité maghrébine, (Béjaïa) Arbitrage : | Stade de l'Unité maghrébine, (Béjaïa) Arbitrage : |

| Jeudi 7 mars 1994 | WB Skikda (D2) | 1 – 3   | (D2) CS Constantine                |                                           |                                           |
| h                 | L'ouahem 60e   | (0 – 0) | 70e Salim Laïb · 80e 82e Benhamadi | Stade du 19-Mai-1956 (Annaba) Arbitrage : | Stade du 19-Mai-1956 (Annaba) Arbitrage : |

| Jeudi 7 mars 1994 | USM Oran (D4) | 0 – 1   | (D2) JSM Tiaret |                                                   |                                                   |
| h                 |               | (0 – 0) | 83e Sahraoui    | Stade de l'Unité Africaine, (Mascara) Arbitrage : | Stade de l'Unité Africaine, (Mascara) Arbitrage : |

| Jeudi 7 mars 1994 | USM El Harrach (D1) | 0 – 1 | (D1) USM Blida |                                            |                                            |
| h                 |                     | (–)   |                | Stade du 5-Juillet-1962, Alger Arbitrage : | Stade du 5-Juillet-1962, Alger Arbitrage : |

| Jeudi 7 mars 1994 | CRE Constantine (D2) | 0 – 2 | (D2) ASM Oran             |                                      |                                      |
| h                 |                      | (–)   | 65e Djemai · 75e Benamara | Stade Omar-Hamadi, Alger Arbitrage : | Stade Omar-Hamadi, Alger Arbitrage : |

| Jeudi 7 mars 1994 | Nadi CAS Oran (D3)                  | 3 – 1 ap | (D1) WA Tlemcen |                                                     |                                                     |
| h                 | Fatmi 47e · Ouali 110e · Fekih 117e | (0 – 0)  | 65e Benyahia    | Stade du 24-Février-1956 Sidi Bel Abbès Arbitrage : | Stade du 24-Février-1956 Sidi Bel Abbès Arbitrage : |

| Lundi 18 avril 1994 | MC Oran (D1)                                                             | 4 – 3   | (D2) OM Ruisseau                      |                   |                   |
| h                   | Lakhdar Belloumi 51e · Omar Belatoui 52e (pen.) · Sebbah 59e · Goual 60e | (0 – 0) | 53e (pen.) Mhamedi · 83e 87e Kerrache | Chlef Arbitrage : | Chlef Arbitrage : |

## Quarts de finale
Les matchs des quarts de finale se sont joués le  jeudi 5 mai 1994.a 14h 30et vendredi 6 mai 1994. el mountekheb numéro 433 du samedi 7 mai 1994 pages 5 . 6 . et 7
| Jeudi 5 mai 1994 | USM Blida (D1)    | 0 – 0 3 - 2 t. a. b. | (D2) CS Constantine |                                                  |                                                  |
| h                |                   | (0 – 0)              |                     | Stade de l'Unité Maghrébine (Béjaïa) Arbitrage : | Stade de l'Unité Maghrébine (Béjaïa) Arbitrage : |
| h                | Tirs au but 3 - 2 |                      |                     | Stade de l'Unité Maghrébine (Béjaïa) Arbitrage : | Stade de l'Unité Maghrébine (Béjaïa) Arbitrage : |

| Vendredi 6 mai 1994 | JS Kabylie (D1)                              | 4 – 0   | (D3) Nadi CAS Oran (Nadit Oran) |                                             |                                             |
| h                   | Amrouche 48e · Tarek Hadj Adlane 51e 66e 72e | (0 – 0) |                                 | Stade Mohamed-Boumezrag (Chlef) Arbitrage : | Stade Mohamed-Boumezrag (Chlef) Arbitrage : |

| Vendredi 6 mai 1994 | AS Ain M'lila (D1) | 1 – 1 4 - 2 t. a. b. | (D2) JSM Tiaret |                                           |                                           |
| h                   | Bouzid 54e         | (0 – 0)              | 49e Hamou       | Stade du 20-Août-1955 (Alger) Arbitrage : | Stade du 20-Août-1955 (Alger) Arbitrage : |
| h                   | Tirs au but 4 - 2  |                      |                 | Stade du 20-Août-1955 (Alger) Arbitrage : | Stade du 20-Août-1955 (Alger) Arbitrage : |

| Vendredi 6 mai 1994 | MC Oran (D1)             | 2 – 1   | (D2) ASM Oran      |                                       |                                       |
| h                   | Goual 20e · Tlemcani 22e | (2 – 1) | 16e Bendida Zoheir | Stade Ahmed-Zabana (Oran) Arbitrage : | Stade Ahmed-Zabana (Oran) Arbitrage : |

## Demi-finales
Les matchs des demi-finales se sont joués le jeudi 2 juin 1994. Source : le matin du samedi 4 juin 1994 .
| # | Club 1             | Résultat           | Club 2         | Date et Heure        | Buteurs                           | Stade                            |
| - | ------------------ | ------------------ | -------------- | -------------------- | --------------------------------- | -------------------------------- |
| 1 | AS Ain M'lila (D1) | 0 - 0ap (4 - 2tab) | MC Oran (D1)   | 2 juin 1994 a 14h 00 | -                                 | Stade du 5-Juillet-1962, (Alger) |
| 2 | JS Kabylie (D1)    | 1 - 1ap (3 - 2tab) | USM Blida (D1) | 2 juin 1994 a 16h 30 | Moussouni 17e / Billal Zouani 38e | Stade du 5-Juillet-1962, (Alger) |

## Finale
La finale a eu lieu au Stade 5 Juillet 1962 à Alger, le 23 juin 1994.a 16 h 00
| Club 1          | Résultat | Club 2             | Buteurs                |
| --------------- | -------- | ------------------ | ---------------------- |
| JS Kabylie (D1) | 1 - 0 ap | AS Aïn M'lila (D1) | Tarek Hadj Adlane 101e |

Buteur de la 30e edition ; 1992-1993 joué en 1994; Hadj Adlane 5 buts .

## Finale de la coupe d'Algérie junior
| Édition   | Date et Heure        | Vainqueur      | Score       | Finaliste | Buteur | Stade | Réf.   |
| --------- | -------------------- | -------------- | ----------- | --------- | ------ | ----- | ------ |
| 1993-1994 | 8 juillet 1994 17h00 | USM El Harrach | 0 - 0 t.a.b | MC Alger  |        |       | [ 15 ] |

## Finale de la coupe d'Algérie cadets
| Édition   | Date et Heure        | Vainqueur   | Score             | Finaliste             | Buteur                         | Stade                         | Réf.   |
| --------- | -------------------- | ----------- | ----------------- | --------------------- | ------------------------------ | ----------------------------- | ------ |
| 1993-1994 | 8 juillet 1994 15h00 | RC Relizane | 1 - 1 [4 - 3 tab] | CA Bordj Bou Arreridj | Stade du 20-Août-1955, (Alger) | Saadi 90e / merzoug (rcr) 28e | [ 15 ] |